# Teófilo Isnardi
Teófilo Isnardi (Buenos Aires, 15 de agosto de 1890 - ibídem, 5 de enero de 1966) fue un físico argentino. Destacó sobre todo en magnetismo y espectroscopia.

## Biografía
Hijo del ingeniero Vicente Isnardi y Benita Leberón, cursó sus estudios primarios en su ciudad natal. Más tarde se trasladó junto con su familia a La Plata, donde cursó sus estudios secundarios. Allí, en 1907, ingresó en el Observatorio Astronómico, y en 1910 comenzó sus estudios de física en el recién creado Instituto de Física de la Universidad de la ciudad. Recibió su doctorado en física en 1912,  junto con José B. Collo,  los dos primeros estudiantes de la Universidad de La Plata en obtenerlo. Su hermano menor, Héctor Isnardi (1892-1968) fue también físico y docente en la Universidad Nacional de La Plata.
En 1913 le fue concedida una beca de la ley Láinez, y se trasladó a Berlín para recibir cursos de perfeccionamiento. En Alemania trabajó junto con Walther Nernst y estudió con Max Planck. Posteriormente decidió trasladarse a París para recibir cursos en La Sorbona, los cuales fueron cancelados con el comienzo de la Primera Guerra Mundial en 1914.
A su regreso a Argentina ejerció la docencia en la Universidad Nacional de La Plata (dictó fisicoquímica entre 1915-1946), en la Universidad de Buenos Aires (dictó el curso para doctorados y posteriormente física matemática, 1927-1952), en la Escuela Naval Militar (física en 1913-1946), y en la Escuela Superior Técnica del Ejército (física y geofísica, 1928-1956).
Fue miembro del Comité Nacional de Metrología (1939-1942), del Comité Internacional de Pesos y Medidas de París, de la Asociación Química Argentina y de la Academia Nacional de Ciencias de Córdoba. Fue también presidente de la Academia Nacional de Ciencias Exactas, Físicas y Naturales (en dos ocasiones: 1949-1952 y 1955-1956) y director de la Comisión Nacional de Energía Atómica, además de Académico corresponsal Extranjero de la Real Academia de Ciencias Exactas, Físicas y Naturales de Madrid a partir de 1941.

## Obras
- Física general (1919-1923)
- Análisis matemático (1922-1925)